# Thomas Cecil, I conte di Exeter
Thomas Cecil, I conte di Exeter (Londra, 5 maggio 1542 – Londra, 8 febbraio 1623), è stato un nobile, politico e militare inglese.

## Biografia

### Infanzia ed educazione
Primogenito del Barone Burghley, Thomas era quindi fratellastro di Robert Cecil. Educato privatamente, passò poi al Trinity College di Cambridge.

### Carriera
Egli prestò servizio al governo sotto il regno di Elisabetta I d'Inghilterra dapprima nella Camera dei Comuni dal 1563 e poi rappresentando diverse costituenti sino al 1593 grazie anche alla potente influenza paterna negli affari di governo. Creato cavaliere nel 1575, nel 1578 venne nominato Alto Sceriffo del Northamptonshire. Egli accompagnò il conte di Leicester nella Repubblica delle Sette Province Unite dove ebbe occasione di distinguersi per il coraggio personale. Nel 1585 prestò servizio come governatore di Brielle. Malgrado non fosse in buoni rapporti col conte di Leicester, si dimostrò molto leale a sir John Norreys. Nel 1584 e nel 1586 fu membro del parlamento per il Lincolnshire, e nuovamente nel 1592 fu deputato per il Northamptonshire. La morte del padre nel 1598 gli consentì di sedere nella Camera dei Lords come secondo barone Burghley e dal 1599 al 1603 ricoprì anche l'incarico di Lord Luogotenente dello Yorkshire nonché quello di lord presidente del Consiglio del Nord. Fu durante questo periodo che la regina Elisabetta I, nel 1601, lo creò cavaliere dell'Ordine della Giarrettiera. Il 4 maggio 1605 venne creato Conte di Exeter, lo stesso giorno in cui il fratellastro Robert Cecil, I visconte Cranborne venne creato primo Conte di Salisbury. A differenza del fratellastro, però, egli non divenne ministro di governo dopo l'ascesa di Giacomo I.
Appassionato della arti, supportò musicisti come William Byrd, Orlando Gibbons e Thomas Robinson. Alla sua morte venne seppellito in una tomba nella cappella definita "della guerra" nella chiesa di St Mary's a Wimbledon.

### Matrimonio

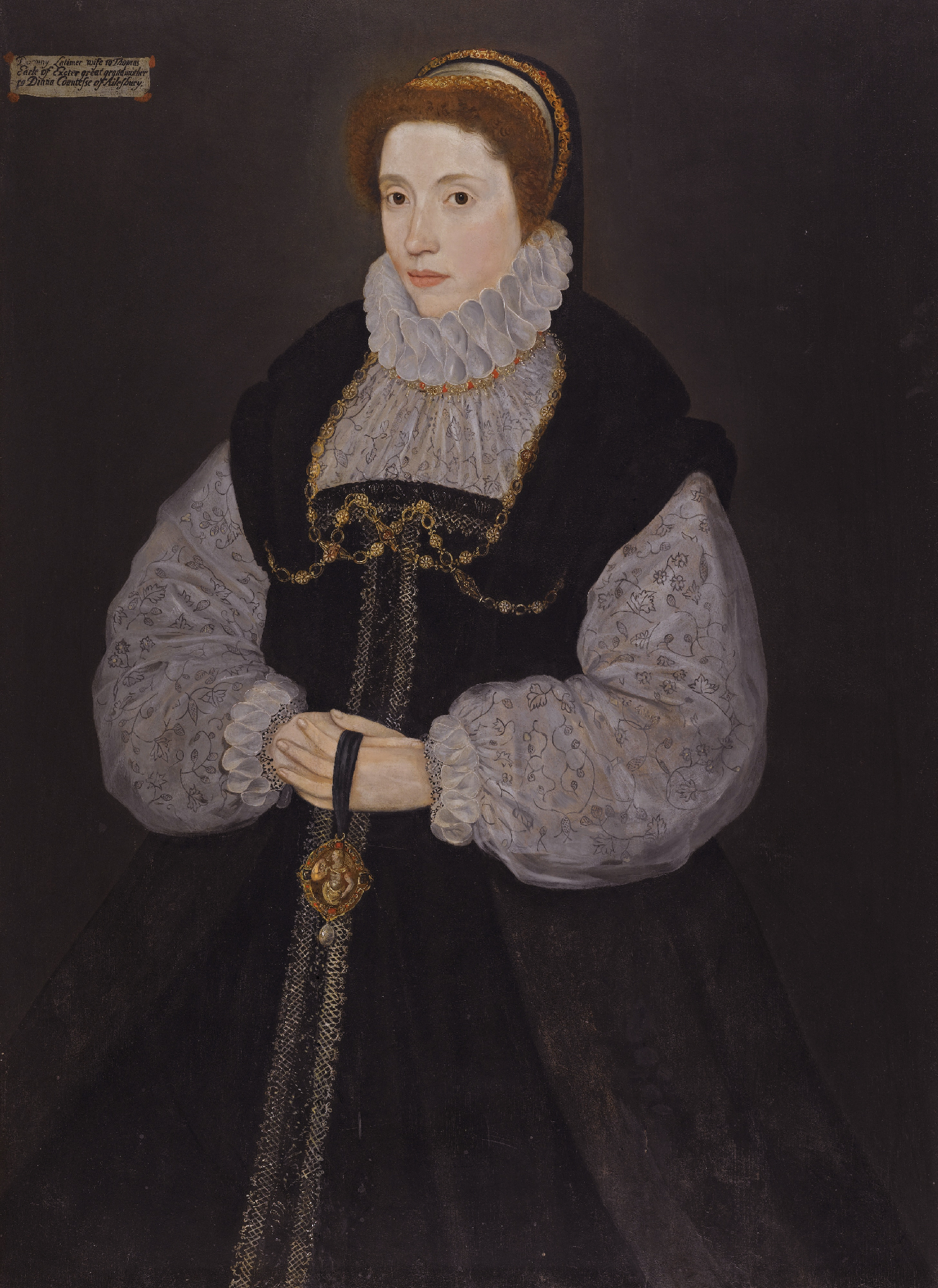
Dorothy, prima moglie di Thomas Cecil (1549–1608)

Thomas Cecil sposò in prime nozze Dorothy Nevill, figlia di John Nevill, IV barone Latymer e di sua moglie Lucy Somerset, figlia a sua volta di Henry Somerset, II conte di Worcester. In seconde nozze Thomas Cecil sposò Frances, figlia di William Brydges, IV barone Chandos di Sudeley Castle, Gloucestershire, già vedova del Master of Requests, Thomas Smith di Abingdon, Berkshire (oggi Oxfordshire) & Parson's Green, Middlesex.

### Morte
Morì a Londra l'8 febbraio 1623.

## Discendenza
Thomas e Dorothy Nevill ebbero:
- William Cecil, II conte di Exeter
- Catherine Cecil
- Lucy Cecil, sposò William Paulet, IV marchese di Winchester
- Mildred Cecil
- Sir Richard Cecil di Wakerley
- Edward Cecil, I visconte Wimbledon
- Mary Cecil sposò Edward Denny, I conte di Norwich
- Dorothy Cecil
- Elizabeth Cecil
- Thomas Cecil, scudiero
- Frances Cecil sposò Nicholas Tufton, I conte di Thanet

Thomas e Frances Brydges ebbero una figlia:
- Georgiana Cecil

## Nella cultura di massa
Thomas Cecil appare nella miniserie televisiva Elizabeth I del 2005.